# La Télé des Inconnus

La Télé des Inconnus est le titre d'une série d'émissions de télévision française du début des années 1990 animée par le trio d'humoristes Les Inconnus et diffusée sur la chaine Antenne 2 puis France 2.
L'émission a attiré entre 6,9 et 9,5 millions de téléspectateurs. Une grande majorité des sketches ont été compilés dans l'anthologie Ze Inconnus Story.

## Les émissions

### 1reTélé des Inconnus(19 mars 1990)
Durée : 85 minutes.
- Tapis vert (parodie de l'émission éponyme) ;
- Isabelle a les yeux bleus ;
- Questions pour du pognon (inclut les publicités "Crédit Lyonnais" et "Linda à l'Olympia") ;
- Journal télévisé Chili ;
- Hamburger Family (parodie des sitcoms américaines légères et ridicules) ;
- Contractuelles (pub) ;
- Jean-Piere François ;
- Journal télévisé Japon ;
- Avis de recherche (parodie de l'émission éponyme) ;
- Poupées Klaus Barbie (pub) ; scène tirée du film Les Poupées de 1987
- Dorothée (parodie de Club Dorothée) ;
- Chanson Biouman ;
- Biouman (parodie de Bioman) ;
- Le Juste Cri (parodie du jeu Le Juste Prix) ;
- Journal télévisé Brésil ;
- Savon Camux (pub) ;
- Stade 2 : Ski (parodie de l'émission éponyme, avec la fameuse réplique qui revient plusieurs fois, « Cela ne nous regarde pas. ») ;
- Gipsy Kings (parodie du clip des Gipsy Kings) ;
- Stade 2 : Banbuck ;
- Krit et Krat 1 (pub) ; La scène du Chat tirée du film La Maison des damnés de 1973
- Slip Kiajauni (pub) ;
- Journal télévisé Guadeloupe 13h00 ;
- Andersen le Viking ;
- Journal télévisé Guadeloupe 20h00 ;
- Exterminabeur (parodie des films Le Droit de tuer et Terminator)
- Chanteur débutant ;
- Krit et Krat 2 (pub) ; La scène du Chat tirée du film The Kiss de 1988
- Stevie Wonder ;
- Stade 2 (suite) : Basketball ;
- Clayderman au coin du feu (pub) ;
- Journal télévisé Italie ;
- Ça te barbera (parodie de Santa Barbara  ;
- Pub Gain ;
- Krasucki au théâtre de Paris (pub) ;
- Journal télévisé Afrique du sud ;
- Johnny Clegg (parodie du clip d'une chanson de Johnny Clegg) ;
- Ascenseur infernal (clin d'œil au film La Tour infernale) ;
- La Dernière Chance aux chansons ;
- Arrêtez de fumer (pub) ;
- Chanteur hard-rock (interview de Robert Smith) ;
- Avis de recherche ;
- Virginie ou C'est le métier qui Rentre (parodie porno avec une véritable actrice pornographique de l'époque, Marie-Christine Covi) ;
- Journal télévisé Guadeloupe minuit.

### 2eTélé des Inconnus(19 octobre 1990)
Durée : 75 minutes.
- Ushuaïa dans son froc (parodie des débuts de l'émission Ushuaia présentée par Nicolas Hulot, à l'époque des « défis ») ;
- Tournez ménages (parodie de l'émission Tournez manège !), avec Michèle Laroque ;
- Le père Ducrasse 1 (pub) ;
- Mission impossible ;
- Le commissariat de police ;
- C'est ton destin ;
- Météo : Michel Cardoze (parodie du présentateur météo Michel Cardoze) ;
- Shoups (pub) ;
- Jésus II, le retour (parodie du film Rambo II et de Jésus Christ) ;
- La Foumoila (pub) ;
- Le père Ducrasse 2 (pub, parodie de la marque de condiments « Père Ducros » ;
- Stade 2 : Roland Garros et le Tour de France avec Gérard Fagnon (parodie de l'émission Stade 2, du Tour de France et du cycliste Laurent Fignon) ;
- I Fuck You ;
- Star Trek ;
- Rap Shit ;
- Le père Ducrasse 3 (pub) ;
- Lunettes noires (parodie de l'émission Lunettes noires pour nuits blanches de Thierry Ardisson) ;
- Des chiffres et des lettres Pologne (parodie de l'émission de jeux Des chiffres et des lettres) ;
- Des chiffres et des lettres USA ;
- Cinéma Cinémas 1 : Théréza - Le Doutage - Ne réveillez pas les couilles d'un flic qui dort (parodie du film Ne réveillez pas un flic qui dort avec Alain Delon avec musique style Eric Serra, Le Grand Bleu) ;
- Des chiffres et des lettres Belgique.

### 3eTélé des Inconnus(22 mars 1991)
Durée : 77 minutes.
- C'est ton destin ;
- La Guerre mondiale dans le monde 1 : la planisfère ;
- Youpi Matin (parodie de Télématin présenté par William Leymergie) ;
- SFP ;
- Café Chipouille (pub) ;
- Florent Brunel (parodie des chanteurs Florent Pagny[2] et Patrick Bruel) ;
- M6 Roxane Multitop ; parodie de Multitop
- Enseignement ;
- Auteuil Neuilly Passy (clip) ;
- La Guerre mondiale dans le monde 2 : Michel Chevalet ;
- Vidéokon 1 ;
- Stade 2 : Le Grand Prix du Brésil de Formule 1, Football ;
- Citronault Pipo (pub) ;
- La France de demain ;
- Arabe (pub) ;
- Thierry La France (parodie de la série télévisée Thierry la Fronde) ;
- La Guerre mondiale dans le monde 3 : situation claire ;
- Maitresses et patients (parodie de la série télévisée Tendresse et Passion) ;
- Cinéma Cinémas 2  : Zuhutaï film japonais - Béatrice Domballe - Les dents de la mouche (parodie de Béatrice Dalle et d'Arielle Dombasle, parodie des films Les Dents de la mer et La Mouche) ;
- Vidéokon 2 ;
- Auteuil Neuilly Passy (clip).

### 4eTélé des Inconnus(14 juin 1991)
Durée : 77 minutes.
- Expresso (parodie de l'émission Rapido d'Antoine de Caunes) ;
- C'est toi que je t'aime (clip, parodie des groupes de rock alternatifs tels que Elmer Food Beat et Mano Negra) ;
- Perdu de recherche (parodie des émissions Perdu de vue de Jacques Pradel et d’Avis de recherche de Patrick Sabatier) ;
- Un chagrin d'amour (parodie de la chanson À toutes les filles... de Didier Barbelivien et Félix Gray);
- Le Journal régional FR3 du Nord ;
- Ben et Ton (pub, parodie du logo United Colors of Benetton déformé également United Colors of Bande de Cons) ;
- Reportage sur la secte dirigée par Skippy, le grand gourou. ;
- Info Jeux ;
- La Drogue (pub) ;
- La Set (peinture - sculpture) ;
- Le Journal régional FR3 de Savoie ;
- Rap-tout (vampires) (clip) ;
- Le Journal régional FR3 d'Alsace ;
- La Set (Jacques Bouillon) ;
- Shebon (pub, parodie de la marque de pâtée pour chats « Sheba ») ;
- Le Journal régional FR3 de Marseille ;
- Les Envahisseurs (parodie de la série Les Envahisseurs) ;
- Le Journal régional FR3 de Bretagne ;
- Apostrofes (parodie de l'émission littéraire de Bernard Pivot, Apostrophes) ;
- Le journal régional FR3 de Corse ;
- Les escarres (parodie des Césars et Oscars);
- Le Journal régional FR3 du Pays basque ;
- Rap-tout (vampires) ;

### 5eTélé des Inconnus(28 octobre 1991)
Durée : 82 minutes.
- Rap-tout (vampires) ;
- Tournez chansons (mix de "Tournez ménages" et "La chance aux chansons");
- Les Miséroïdes (parodie des Misérables) ;
- Stade 2 : Athlétisme 1 ;
- Jo.Ré.Ta.Po (pub) (parodie du jeu de société Monopoly, version politisée) ;
- Télé Boutique Achat 1 : le robot multifonction ;
- Le Chevalier de Pardaillec ;
- Stade 2 : Athlétisme 2 ;
- Top 50 (Les Bidonduiles, J'irai revoir ma Normôndie, interview de Tranxen 200, parodie des chansons d'Indochine et des clips bucoliques en vogue de Vice et versa) ;
- Gag vidéo (parodie de l'émission de divertissement Vidéo Gag) ;
- La Bourse ;
- Les Liaisons vachement dangereuses (parodie de Jean-Claude Van Damme et du film Les Liaisons dangereuses) ;
- Reporteur : L'ex-communiste ;
- Télé Boutique Achat 2 : le tastevin ;
- C'est toi que je t'aime (clip) ;
- Les chasseurs ;
- Lessive Prox (pub) ;
- Les Chansons rétros ;
- Rap-tout (vampires) ;

### 6eTélé des Inconnus(2 novembre 1992)
Durée : 82 minutes.
- Fort Boyaux (parodie du jeu télévisé Fort Boyard) ;
- Chanson hard-rock interview (poésie) ;
- Le Rire sur Arte ;
- Hôpital ;
- Simple comme bonjour 1 (parodie de l'émission Pyramide) ;
- Les Sous-sous dans la popoche (parodie de l'émission de jeux  Millionaire) ;
- Simple comme bonjour 2 ;
- La Seinoise (pub) ;
- Les Œils en coulisse (parodie de l'émission L’Œil en coulisses, 1975-1991, TF1, ou 1, 2, 3 théâtre, A2, 1991-1992, par Fabienne Pascaud qui apparaît dans le sketch sous le nom de Fabienne Fiasco) ;
- Y en a marre du rap (interview + clip) ;
- Le Jeu de la vérité vraie (parodie de l'émission Le Jeu de la vérité de Patrick Sabatier et de l'émission politique L'Heure de vérité de François-Henri de Virieu) ;
- Bonaldi (parodie de Jérôme Bonaldi) ;
- Préservatifs européens (pub) ;
- Trouble Jeu (parodie de l'émission Double Jeu de Thierry Ardisson) ;
- Chanson hard-rock (poésie).

### 7eTélé des Inconnus(9 janvier 1993)
Durée : 86 minutes
- Défilé de mode ;
- Soirée du Nouvel An ;
- Bêtisier Le commissariat de police ;
- Le commissariat de police ;
- Audition des pères Noël ;
- Audimatch ;
- Le Débat de la cinq ;
- Des chiffres et des lettres du Juif ;
- Bêtisier Biouman ; parodie de Bioman
- Bêtisier Maîtresses et patients ;
- Les Bijoux de Cherbourg ;
- Réprimandes ;
- Allons au cinéma ;
- Télé Boutique Achat 3 : Martifouet ;
- Centrale nucléaire ;
- Une Famille en plomb - Inédit. Non diffusé en raison de la maladie de Patrick Roy ;
- Bêtisier (divers) ;
- Zig & Zag ;
- Bêtisier Hôpital ;

### Audience
| Chaîne   | Titre                | Date       | Audience  | PDM   |
| -------- | -------------------- | ---------- | --------- | ----- |
| A2       | La Télé des Inconnus | 19/03/1990 | 8 910 000 | 38,0% |
| A2       | La Télé des Inconnus | 19/10/1990 | 9 405 000 | N*C   |
| A2       | La Télé des Inconnus | 22/03/1991 | 8 498 700 | 35,9% |
| A2       | La Télé des Inconnus | 14/06/1991 | 8 399 300 | 39,1% |
| A2       | La Télé des Inconnus | 28/10/1991 | 9 592 100 | 38,1% |
| France 2 | La Télé des Inconnus | 02/11/1992 | 7 455 000 | 31,0% |
| France 2 | La Télé des Inconnus | 09/01/1993 | 8 334 900 | 37,9% |

Gras: premier de la soirée
N*C: non communiqué

## DVD
Le 3 novembre 2014 sort chez Sony music video un coffret 5 DVD "Toute la télé des Inconnus" avec l'intégralité des sketchs des Inconnus